# Заветное (Кировоградская область)
Заветное (укр. Завітне) — село в Ольшанской поселковой общине Голованевского района Кировоградской области Украины.
До 2020 года входило в Ольшанский район
Население по переписи 2001 года составляло 153 человека. Почтовый индекс — 26611. Телефонный код — 5250. Код КОАТУУ — 3524385503.